# 1943 à la télévision
| Années de la télévision : 1940 - 1941 - 1942 - 1943 - 1944 - 1945 - 1946    |
| Décennies de la télévision : 1910 - 1920 - 1930 - 1940 - 1950 - 1960 - 1970 |

Cet article présente les faits marquants de l'année 1943 à la télévision.

## Évènements
- 7 mai : Début des programmes de Fernsehsender Paris (Paris-Télévision), dirigée par l’allemand Kurt Hinzmann, diffusés en VHF 441 lignes depuis la Tour Eiffel à Paris.
- 29 septembre : Inauguration officielle des émissions télévisées de Fernsehsender Paris (Paris-Télévision) depuis les studios de la rue Cognacq-Jay. Ses programmes s’adressent surtout aux soldats allemands.
- 12 octobre : Création du réseau ABC de radio et télévision américain.

## Principales naissances
- 26 janvier : Bernard Tapie, homme d'affaires et homme politique français († 3 octobre 2021).
- 21 février : Danièle Évenou, actrice Française.
- 20 mars : Danièle Gilbert, animatrice française.
- 25 mars : Paul Michael Glaser, acteur américain.
- 6 avril : Susan Tolsky, actrice américaine († 9 octobre 2022).
- 23 avril : Hervé Villechaize, acteur français († 4 septembre 1993).
- 20 mai : Stéphane Collaro, animateur de télévision, journaliste, humoriste, acteur, réalisateur et scénariste français.
- 31 mai : Sharon Gless, actrice de télévision américaine.
- 7 juin : Ken Osmond, acteur américain († 18 mai 2020).
- 8 juin : Colin Baker, acteur britannique.
- 20 juillet : Dragan Nikolić, acteur serbe († 11 mars 2016).
- 20 août : Sylvester McCoy, acteur écossais.
- 28 août : David Soul, acteur, chanteur, compositeur et interprète américain († 4 janvier 2024).
- 3 octobre : Uldis Dumpis, acteur letton.
- 6 décembre : Anne Kerylen, actrice française de doublage.
- 20 décembre : Claude Pierrard, journaliste et animateur de télévision français.
- date non précisée : Paul Reade, compositeur de musiques de séries télévisées.